# Shikamaru Nara
 (décembre 2014).
Shikamaru Nara (奈良シカマル, Nara Shikamaru) est un personnage du manga et des séries animées Naruto créés par Masashi Kishimoto. C'est un ninja du village de Konoha, Shikamaru est le 16e chef du Clan Nara. Il est l'un des meilleurs et plus fidèles amis de Naruto.

## Création et conception
Masashi Kishimoto a révélé qu’il aimait beaucoup Shikamaru en raison de sa nature facile à vivre en dépit de son génie, et contrastée à contrario de la personnalité intelligente mais agressive de Sasuke Uchiwa. L’auteur a fait remarquer qu’il épouserait Shikamaru s’il était une fille, notant que Shikamaru serait susceptible de réussir dans la vie. Lors de la conception de Shikamaru dans la seconde partie, Kishimoto a voulu donner une apparence unique à son personnage, malgré le gilet que portent tous les ninjas confirmés. En conséquence, il a déplacé son bandeau frontal sur son bras afin de ne pas cacher ses cheveux et le rendre unique.

## Profil

### Histoire

#### Enfance à l'académie
C'est très tôt dans leur enfance que Shikamaru et Chôji sont devenus amis. À l'époque, Chôji était exclu des jeux des autres enfants à cause de sa corpulence. Shikamaru décide de ne pas réagir comme les autres et de se lier d'amitié avec lui ; il laisse ainsi Chôji regarder avec lui les nuages, de son observatoire préféré. Depuis, les liens qui les unissent n'ont jamais fléchis, et chacun a en l'autre une confiance totale.
Shikamaru faisait partie des cancres de la classe avec Kiba, Naruto et Chôji, avec lesquels il passait ses journées à faire tourner en bourrique leur professeur Iruka qui, pour tenter de leur inculquer la concentration, leur imposait de rester immobile avec une feuille d'arbre sur la tête. Shikamaru s'ennuyait souvent en cours et s'endormait régulièrement pendant les contrôles écrits. Malgré sa grande intelligence, ses résultats scolaires n’étaient pas faramineux.
À la fin de ses études à l’académie, Shikamaru est mis en équipe avec Ino Yamanaka et Chôji Akimichi sous les ordres d’Asuma Sarutobi. Leurs noms signifient respectivement « Sanglier », « Papillon » et Shikamaru veut dire « Cerf ». Ces trois animaux forment la combinaison gagnante du jeu de carte japonais hanafuda. Nara, son nom de famille, est le nom d'une ville proche de Kyôto, où de nombreux cerfs vivent en liberté.

#### Examen chūnin
Peu après être devenus genin, Asuma les inscrit à l'examen chūnin ; ils passeront les deux premières épreuves, malgré leur apparente faiblesse, en grande partie grâce à la ruse de Shikamaru pour la seconde. Pourtant, même s'ils ne semblent pas motivés voire peureux, les membres de l'équipe 10 n’hésitent pas à venir en aide à Sakura aux prises avec les genin du Son envoyés par Orochimaru. Ils mettront en place la stratégie Ino-Shika-Chō (référence à une main dans un jeu de carte japonais).
Au cours des éliminatoires pour la troisième épreuve, Shikamaru vainc par la ruse son adversaire, Kin Tsuchi, tandis que ses équipiers sont éliminés ; il accède ainsi à la troisième épreuve. Il affronte alors Temari, contre qui il abandonne après l’avoir piégée et vaincue. Malgré sa « défaite » par forfait, le public et les ninjas présents lors de l'épreuve sont impressionnés par les capacités du jeune homme et lui accordent le grade de chūnin.
Lors de la suite de l’épreuve finale de l'examen, les forces d'Oto et de Suna (manipulées par Orochimaru qui a pris la place du Kazekage) lancent une offensive sur Konoha. Kabuto Yakushi lance un sort de genjutsu sur le stade où a lieu l’examen, qui endort le public. Kakashi donne alors pour mission à Sakura, qui n'a pas succombé au sort, de réveiller Shikamaru et Naruto et de partir avec Pakkun prêter main-forte pour trouver Sasuke. En tentant de réveiller Shikamaru, Sakura découvre que lui non plus n'a pas succombé au sort mais qu’il faisait juste semblant de dormir pour ne pas avoir d’ennuis. Pakkun guide les trois ninjas, et les informe rapidement qu’ils sont à leur tour poursuivis par des ninjas d’Oto. Bien que peu motivé, Shikamaru reste en retrait pour stopper leurs poursuivants. Il parvient par la ruse à immobiliser la plupart de ses adversaires, plus nombreux et plus forts que lui, mais à court de chakra, il est sauvé in extremis par l’intervention d’Asuma.

#### Mission pour récupérer Sasuke
Bien plus tard, sa première mission en tant que chūnin est de ramener Sasuke Uchiwa au village en poursuivant le quartet du Son qui l’amène à Orochimaru. Mis à la tête d’une équipe composée de Naruto Uzumaki, Chôji Akimichi, Neji Hyûga et Kiba Inuzuka, Shikamaru fait à nouveau preuve de son sens tactique en attribuant les rôles, puis en trouvant une stratégie pour sortir du piège « La geôle de terre » de Jirôbô.
À la fin de la poursuite, il est finalement opposé en combat singulier à Tayuya, une experte du genjutsu. Malgré ses multiples stratégies efficaces, il se retrouve finalement acculé face à la puissance physique de son adversaire au second niveau du sceau maudit d’Orochimaru, ne parvenant pas à maintenir son emprise sur elle avec sa technique des ombres. Il est secouru par Temari, arrivée en renfort.
Malgré la défaite des lieutenants d’Orochimaru, la mission est considérée comme un échec dans la mesure où Sasuke n’a pas été ramené à Konoha. Dans l’hôpital où il attend des nouvelles de ses camarades blessés, Shikamaru confiera à Temari qu’il se considère comme un raté en tant que ninja. Son père lui fait cependant remarquer assez brutalement que ce n’est pas parce qu’il cessera d’être un ninja que ses compagnons ne seront plus en danger de mort lors d’une mission et qu’il doit au contraire continuer pour les protéger en tant que chef d’équipe. Il en retirera la volonté de s’améliorer et de devenir un meilleur leader pour éviter qu’une telle situation ne se reproduise...

#### Le retour de Naruto et Jiraya
Dans la seconde partie, Shikamaru est l’un des responsables du prochain examen chūnin. Il est également le guide de Temari, qui est l’agent de liaison de Suna sur l’examen. Il est en sa compagnie lorsqu’il revoit Naruto, ce qui amène ce dernier à suggérer qu’ils sortent ensemble. Mais tous deux le détrompent sans aucune gêne apparente.
Shikamaru réapparaît ensuite lorsque Saï est confronté à Naruto pour la première fois. Il aide Naruto à l’atteindre, mais Saï disparaît, et l’examen chūnin approchant à grands pas, Shikamaru ne peut se joindre à la mission de capture de l’espion de Sasori infiltré auprès d’Orochimaru.

#### Face à Akatsuki

Poing américain d'Asuma utilisé par Shikamaru

Lorsqu’Akatsuki pénètre dans le Pays du Feu, Shikamaru est affecté à l’une des équipes des Nijû Shotaï (二十小隊, Vingt escouades), comprenant Asuma, Izumo et son comparse Kotetsu. Tous les quatre vont traquer Hidan et Kakuzu, puis les affronter. Asuma est tué durant le combat, malgré la compréhension rapide de la situation par Shikamaru ; ses derniers mots à son élève sont pour lui dire de protéger « le roi » de Konoha. Shikamaru se met à fumer (dans le manga uniquement) entre le temps de la mort de son sensei et l'accomplissement de sa vengeance ; il se sert également des poings américains de son maître, en hommage à Asuma. Dans l'animé, Shikamaru est très affecté et se sent responsable de la mort de son maître. Un soir, en jouant aux échecs avec son père, celui-ci, voyant son fils frustré, en colère et triste, l'encourage à sortir ses sentiments et Shikamaru fond en larmes. Ce dernier réfléchit à une stratégie pour analyser son combat précédent avant de réunir Chôji et Ino et retourner affronter les deux membres d’Akatsuki.
Kakashi rejoint leur équipe pour leur permettre de partir, et ils retrouvent leurs adversaires, qui viennent tout juste de terminer l'extraction d'un démon à queues. Le combat opposant l’équipe 10 et Kakashi aux hommes d’Akatsuki est féroce ; alors qu’ils sont en difficulté face à la stratégie d’équipe des deux immortels, Shikamaru isole Hidan et le piège avec un plan orchestré à l’avance dans la forêt des Nara. Il le fait finalement exploser grâce à une simple cigarette (un briquet dans l’Anime), après l’avoir recouvert de parchemins explosifs, rendant ainsi hommage à son défunt maître, et enterre dans une fosse son adversaire en morceaux, mais toujours vivant. On apprend que « le roi » évoqué par Asuma désigne les enfants de Konoha qui, comme le roi dans une partie de Shôgi, doivent à tout prix être protégés. Kurenaï, la compagne d’Asuma, étant enceinte, Shikamaru décide de prendre soin d’elle et de son futur enfant en mémoire de son sensei.
Shikamaru réapparaît par la suite lorsqu’il faut déchiffrer le code laissé par Jiraya juste avant sa mort, puis est blessé lors de l’attaque de Pain sur Konoha en affrontant Ningendô. Il refait une apparition durant la reconstruction de Konoha. Il entend la conversation entre Saï et Sakura et semble être d’accord avec lui. Il demande à Sakura la permission de l’équipe 7 pour arrêter Sasuke qui fait maintenant partie d’Akatsuki.

#### Quatrième grande guerre ninja
Lors de la 4e grande guerre ninja, Shikamaru est à la tête de la 4e division (combattants à longue distance) pour seconder Gaara qui en est le général, mais également le commandant général de l'armée ; il est accompagné notamment par Chôji et Temari. 
Après avoir vaincu Kinkaku sur le champ de bataille, Shikamaru, Ino et Chôji se retrouvent face à Asuma invoqué par Kabuto. Leur ancien sensei les supplie de le vaincre afin qu’il arrête de servir le mal, mais Chôji, désemparé, ne se résout pas à frapper son ancien maître. Shikamaru et Ino conjuguent alors leurs forces pour protéger leur camarade ; raisonné par son père Chôza, Chôji reprend courage et libère des ailes de papillon sans utiliser les pilules colorées tout en utilisant la technique de contrôle des calories. Finalement, l’équipe de Shikamaru terrasse Asuma qui annonce à ses anciens élèves avant d’être scellé qu’ils sont devenus plus matures depuis sa mort.
Shikamaru est alors témoin de l’invocation de la statue du Démon des Enfers par Tobi. Voyant que la cible de celui-ci est le « pot de purification ambré » contenant maintenant Kinkaku, il tente de le retenir avec la Manipulation des ombres, déduisant qu’il cherche à s’emparer d’une partie du chakra de Kyûbi. Tobi reconnaît qu'il a devant lui un ninja valeureux et intelligent, avant de tenter de l’écraser avec la statue. Shikamaru est sauvé in extremis par Chôji. Après ce combat, l'équipe 10 part avec l'alliance ninja sur le champ de bataille pour prêter main-forte à Naruto, Kakashi, Gaï et Killer Bee opposés à Obito et Madara contrôlant Jûbi. Avec Chôji, Ino, Saï, Lee, Tenten, Kiba, Shino et Hinata, il manipule un des neuf « Orbes tourbillonnants » destinés à frapper Obito, devenu l’hôte de Jûbi. Il participe ensuite à l'extraction des démons à queues du corps d'Obito pour aider Naruto, Gaara et Killer Bee.
Lorsque Madara déclenche les « Arcanes lunaires infinis », il est pris dans une illusion où il parle avec Temari du fait que les relations de couple sont trop de tracas. Lorsque Naruto et Sasuke arrêtent la technique, après leur dernier combat, il apparaît aux côtés de l'équipe 10 et de ses camarades à l'enterrement de Neji.

#### The Lastet épilogue
Dans le film Naruto Shippuden: The Last, Shikamaru fait partie de l'équipe envoyée pour secourir Hanabi enlevée par Toneri Ôtsutsuki, avec Naruto, Hinata, Sakura et Saï, il a aussi été promu au rang de jṓnin.
En voyant Naruto et Hinata se rapprocher, Shikamaru réalise l'importance de ses sentiments pour Temari. Ils assistent ensemble au mariage de leurs amis, main dans la main. Quinze ans plus tard, Shikamaru est marié avec Temari et ils ont un fils ensemble, Shikadaï ; il travaille en tant que conseiller de Naruto, devenu le 7e Hokage, et assiste au « Conseil des cinq kage » qui a lieu à Konoha.

### Personnalité

Symbole du clan Nara

Jamais motivé et faisant toujours preuve d'un manque d'enthousiasme, Shikamaru préfère éviter les situations « galères », et se qualifie lui-même de « numéro un des lâches » ; il aime la tranquillité et regarder les nuages. Loin de vouloir devenir comme certains de ses petits camarades, Hokage, Shikamaru a des aspirations très simples concernant sa vie future (femme, enfants, boulot pas trop prenant pour avoir du temps pour jouer au shôgi).
Malgré son manque de motivation pour la plupart des choses, Shikamaru est l'un des plus grands stratèges de Konoha. Son sensei, Asuma, raconte qu'un jour, il lui a fait passer un test de QI sous forme d'un jeu, et annoncera à Kurenaï : « Il a une tête remarquablement bien faite… Un génie de classe A, il a plus de 200 points de QI ». Kurenaï en est d’ailleurs effarée, ne s'attendant pas à une telle intelligence chez un jeune ninja autrefois cancre. C’est d'ailleurs son intelligence qui fera de lui le premier ninja de classe moyenne (chûnin) de sa promotion (la même que celle de Naruto).
Shikamaru est un grand joueur de shōgi, jeu de stratégie traditionnel japonais qu'il a appris en jouant avec son père Shikaku. Cela lui permet d'établir rapidement des tactiques d'attaque élaborées, en particulier en utilisant de façon judicieuse sa technique de Manipulation des Ombres. Il est aussi l'un des rares genin de Konoha à ne pas se surestimer, et à connaître exactement sa force.
Très marqué par le caractère autoritaire de sa mère et de sa coéquipière Ino, Shikamaru considère les femmes comme une source d'ennuis et d'agitation, choses qu'il déteste par-dessus tout. Lorsqu'il apprendra que le nouveau Hokage du village (Tsunade) est une femme, Shikamaru est désemparé. Son père a beau lui dire que c'est une kunoichi exceptionnelle, pour lui les femmes sont toutes « capricieuses, calculatrices, manipulatrices, mièvres, collantes et cherchant sans cesse à manipuler les hommes ». D'ailleurs il a bien du mal à comprendre comment son père peut avoir décidé d'épouser une femme aussi autoritaire que sa mère. Mais ce dernier répliquera que c'est parce qu'elle peut parfois avoir un sourire très doux.
Shikamaru aime d'ailleurs signaler que, bien malgré lui, il est souvent amené à se battre contre des filles, comme Kin, Temari, et Tayuya, ce qui l’ennuie au plus haut point. Cependant, on peut noter que dans la seconde partie de la série, il ne s'est battu pour l'instant que contre des hommes (Sai, Hidan, Kakuzu, Asuma et Kinkaku).
Après la mort d’Asuma, apprenant que Kurenaï attend un enfant de ce dernier, Shikamaru se rapproche d’elle et fait tout pour la protéger. Pendant la quatrième grande guerre ninja, lorsque son père est tué par une attaque de Jûbi qui a détruit le quartier général de l'alliance shinobi, le jeune homme a de plus en plus de mal à prendre la relève, mais réussit quand même à élaborer de bonnes stratégies. Alors qu'il était sur le point de mourir, Naruto le sauve en lui transmettant le chakra de Kyûbi de manière inconsciente. Shikamaru se rend alors compte que c'est grâce à Naruto qu'il a évolué, appris à devenir responsable et, se rendant compte de l'étendue des souffrances de ce dernier dans le passé, se jure de ne plus jamais le laisser seul et d'être à ses côtés le jour où celui-ci deviendra Hokage.

### Capacités
En tant que membre du clan Nara, Shikamaru a une prédisposition pour les techniques de manipulation des ombres (影の術, Kage no Jutsu), mais sa vraie capacité se résout de ses incroyables talents de tacticien qui lui permettent d’élaborer des plans ingénieux très rapidement. Grâce aux poings américains d’Asuma absorbant le chakra de son utilisateur, il peut créer une variante plus puissante de ses techniques et piéger ses adversaires sans les toucher directement de son ombre.
Les combats de Shikamaru sont souvent des allégories de parties de shōgi. Sa capacité de « manipulation des ombres » est un équivalent de l’échec et mat.

## Apparition dans les autres médias

### Anime
Dans les épisodes filler de Naruto à la fin de la première partie, Shikamaru apparaît plusieurs fois en tant que chef d’équipe.
Lors du retour de Mizuki, il est vu une première fois faisant ses au revoir aux ninjas de Suna. Temari lui donne à cette occasion le surnom de « monsieur le pleurnichard ». Il est ensuite chargé avec Ino et Chôji d’arrêter les deux géants Fujin et Raijin.
Plus tard, il est chargé d’empêcher la destruction de Konoha et mis à la tête d’une équipe de 11 genins. 
Lors de l’enlèvement d’une élève de Gaara par les ninjas du village de Takumi, il dirige l’équipe qui a pour rôle de prêter main-forte aux ninjas du Sable.

### Histoire courte
Shikamaru a droit à une histoire rétrospective sur son enfance, lui ainsi que Gaara, dans l’épisode 482 de Naruto Shippuden.

### Média
Clara Pichamaru, un personnage de Raruto, une bande dessinée en ligne est un parodie de Shikamaru.

### Histoire Secrète de Shikamaru
L'arc narratif de Naruto Shippuden intitulé « L'Histoire Secrète de Shikamaru - Un Nuage flottant dans une Obscurité Silencieuse » lui est entièrement consacré.

## Réception
Shikamaru est régulièrement bien classé dans les votes pour les personnages principaux. Après sa nomination en tant que chūnin, il est le personnage préféré des fans. Au dernier vote effectué, il était 10e, soit au-dessus de Sakura (12e), sachant que Sasuke était 1er et Naruto 4e seulement (avec Deidara (3e) et Kakashi (2e), au-dessus de lui). Son classement dans les sondages peut expliquer le fait qu’il ait été de plus en plus mis en avant jusqu’au milieu de la seconde partie.

## Techniques
Les techniques ci-dessous sont toutes tirées du manga et utilisées officiellement par Shikamaru.
- Métamorphose (変化の術, Henge no jutsu?)
Technique de base. Shikamaru est capable de prendre l'apparence d'une autre personne.
- Technique de permutation (変わり身の術, Kawarimi no Jutsu?) — rang E
Technique de base qui consiste à permuter quelque chose (son corps, ou celui de quelqu'un d'autre généralement) avec autre chose (bûche…).
- La manipulation des ombres (影真似の術, Kagemane no jutsu?)[10]
Technique de manipulation des ombres propre au clan Nara. Shikamaru peut modifier son ombre pour le relier à son adversaire, et lorsqu'il y arrive, chaque mouvement effectué par Shikamaru sera copié par son ennemi. Cette technique permet de ralentir l'ennemi, et utilisée en conjonction avec l'environnement peut devenir offensive ou défensive. Elle devient particulièrement efficace dans le cadre d'un piège. Avec son équipe, Shikamaru la combine normalement avec le Ninpo : La transposition d'Ino.
- Shuriken de manipulation des ombres (影真似手裏剣の術, Kagemane shuriken no jutsu?)
Technique conçue à l'aide des poing américains d'Asuma. En les lançant sur les ombres de l'ennemi, Shikamaru peut reproduire les effets de la manipulation des ombres, sans avoir à utiliser sa propre ombre, ce qui rend cette technique très efficace.
- L’étreinte mortelle de l’ombre (影首縛りの術, Kage kubishibari no jutsu?)
Technique d'étranglement avec les ombres. Après avoir immobilisé l'adversaire, une main d'ombre surgit sur l'ennemi et parvient jusqu'à son cou pour l'étrangler ou lui briser la nuque. Plus la cible est proche, plus la technique a de force et d'emprise sur l'adversaire.
- L'entrelacement des ombres (影縫いの術, Kage nui no jutsu?)
Technique de broderie des ombres. L'ombre de Shikamaru se subdivise et se transforme en un nombre variable de piques autour de l'ennemi pour l'empaler ou l'emprisonner. Shikamaru apprend cette technique dans la seconde partie du manga. Les pointes peuvent également attraper des objets.
- Invocation des ombres (影寄せの術, Kageyose no jutsu?)
Technique permettant d'invoquer des ombres sous la forme de fines tentacules, qui peuvent agir physiquement sur leur environnement (récupérer un objet, entraîner des filins où sont suspendus des parchemins explosifs…).
- L'hirondelle volante (飛燕, Hien?)
Shikamaru envoie son chakra dans les poings américains légués par Asuma. Il peut ainsi être plus habile au taijutsu et utiliser des variantes de sa manipulation des ombres (en l'occurrence le « Shuriken de manipulation des ombres »).
- La poigne des ombres (影掴みの術, Kagezukami no jutsu?)
Shikamaru se sert de ses ombres comme des fils géants pour les accrocher au Yo-yo humain de Chôji Akimichi.
- Technique du clone de l'ombre (影真似分身の術, Kagemane bunshin no jutsu?)
Technique lui permettant pour créer des clones à son image grâce à la technique de manipulation des ombres. Shikamaru l'utilise pour la première fois dans l'arc novel « L'Histoire Secrète de Shikamaru - Un Nuage flottant dans une Obscurité Silencieuse ».

### Jeux vidéo
- Lame volante explosive (爆式翔刃, Bakushiki shōjin?)[11]
Shikamaru saute et lance vers l'adversaire quatre kunaïs d'explosifs qui explosent une fois l'adversaire touché.
- Personnification des ombres (影擬人化の術, Kage gijin no jutsu?)
L'ombre de Shikamaru forme deux clones qui attaquent l'ennemi avant de s'enrouler autour de lui et de l'écraser.
- Écrasement des ombres (影圧掌の術, Kage asshō no jutsu?)
Shikamaru lance derrière lui une grenade aveuglante pour faire grossir considérablement les ombres. L'ombre de sa main recouvre entièrement l'ennemi et elle se resserre et l'écrase.
- Étreinte démoniaque de l'ombre (影悪魔縛りの術, Kage ōnishibari no jutsu?)
Variante plus puissante de l'étreinte mortelle de l'ombre, l'étreinte démoniaque enveloppe le corps entier de l'ennemi avant de se resserrer.
- Ecran de fumée de l'ombre (影煙幕の術, Kage enmaku no jutsu?)
Shikamaru lance des fumigènes au pied de l'adversaire qui propagent autour de l'ennemi, de la fumée. L'ombre de Shikamaru entoure la fumée, se contracte et se resserre avec la fumée  avant de relâcher la pression d'un coup.
- Abysse des ombres (Naruto: Clash of Ninja Revolution 2) (影奈落の術, Ninpo - Kage naraku no jutsu?)
L'ombre de Shikamaru immobilise l'adversaire et s'agrandit, autour de ce dernier qui tombe dedans.
- Tournoiement des ombres (影刺しの術, Kagezashi no jutsu?)[12]
Variante de l'entrelacement des ombres dont la seule différence est qu'une multitude de "pics d'ombre" s'élèvent au-dessus de l'ennemi et l'abat.

### Databooks
- (ja) Masashi Kishimoto, NARUTO - Hiden Rin no Sho (NARUTO―ナルト―［秘伝・臨の書］?) : Characters Official Data Book (キャラクターオフィシャルデータBOOK?), Tōkyō, Shūeisha, coll. « Jump Comics (ジャンプコミックス, Janpu Comikkusu?) / Naruto »,‎ 4 juillet 2002, 272 p., shinsho (新書?) / Tankōbon / 175x115mm (ISBN 4-08-873288-X et 978-4-08-873288-6, présentation en ligne)
- (ja) Masashi Kishimoto, NARUTO - Hiden Tō no Sho (NARUTO―ナルト―［秘伝・闘の書］?) : Characters Official Data Book (キャラクターオフィシャルデータBOOK?), Tōkyō, Shūeisha, coll. « Jump Comics (ジャンプコミックス, Janpu Comikkusu?) / Naruto »,‎ 4 avril 2005, 320 p., shinsho (新書?) / Tankōbon / 175x115mm (ISBN 4-08-873734-2 et 978-4-08-873734-8, présentation en ligne)
- (ja) Masashi Kishimoto, NARUTO - Hiden Sha no Sho (NARUTO―ナルト―［秘伝・者の書］?) : Characters Official Data Book (キャラクターオフィシャルデータBOOK?), Tōkyō, Shūeisha, coll. « Jump Comics (ジャンプコミックス, Janpu Comikkusu?) / Naruto »,‎ 4 septembre 2008, 360 p., shinsho (新書?) / Tankōbon / 175x115mm (ISBN 978-4-08-874247-2, présentation en ligne)

### Tomes deNaruto
- Masashi Kishimoto (trad. Sylvain Chollet), Naruto tome 7 : La voix à suivre !!, Kana, coll. « Shonen Kana / Naruto », 5 juillet 2003, 192 p., Tankōbon / 115x175mm (ISBN 2-87129-535-2 et 978-2-87129-535-8, présentation en ligne)
- Masashi Kishimoto (trad. Sébastien Bigini), Naruto tome 38 : Le fruit de l’entraînement… !!, Kana, coll. « Shonen Kana / Naruto », 19 septembre 2008, 192 p., Tankōbon / 115x175mm (ISBN 978-2-5050-0432-5, présentation en ligne)
- Masashi Kishimoto (trad. Sébastien Bigini), Naruto tome 49 : Le Conseil des Cinq Kage… !!, Kana, coll. « Shonen Kana / Naruto », 2 juillet 2010, 192 p., Tankōbon / 115x175mm (ISBN 978-2-5050-0871-2, présentation en ligne)